# Rüdenau
Rüdenau er en kommune i Landkreis Miltenberg i Regierungsbezirk Unterfranken i den tyske delstat Bayern. Den er en del af Verwaltungsgemeinschaft Kleinheubach.

## Geografi
Rüdenau ligger i Region Bayerischer Untermain.

## Historie
Byen er kendt allerede i 1285 og var da, og frem til 1635, i familien Rüds besiddelse.